# Crnogorski planinski gonic
Crnogorski planinski gonic (montenegrinsk bergsstövare) är en hundras från Montenegro. Den är en drivande hund av braquetyp (stövare). Den första rasstandarden skrevs 1924 och 1969 erkändes rasen av Fédération Cynologique Internationale (FCI).